# Volksrepubliek Chorasmië
De Volksrepubliek Chorasmië (Russisch: Хорезмская Народная Советская Республика; Chorezmskaja Narodnaja Sovjetskaja Respoeblika, Oezbeeks: Xorazm Xalq Sho'ro Jumhuriyati) was een republiek in de Sovjet-Unie. 

## Geschiedenis
De republiek bestond van 2 februari 1920 tot 17 februari 1925. De republiek ontstond uit het Volksrepubliek Boechara en het gebied van de republiek ging op in de Oezbeekse Socialistische Sovjetrepubliek, de Turkmeense Socialistische Sovjetrepubliek en de Russische Socialistische Federatieve Sovjetrepubliek. De hoofdstad was Xiva. De volksrepubliek Xiva  was de opvolger van het Kanaat Xiva en het ontstond na het aftreden van de laatste kan. Door druk van het volk die de abdicatie wilde, riep de Eerste Khorezmische Raad op 26 april 1920 de onafhankelijkheid van de volksrepubliek uit. Op 20 oktober 1923 werd de naam veranderd in de Chorasmische Socialistische Sovjetrepubliek (Russisch: Хорезмская Социалистическая Советская Республика).

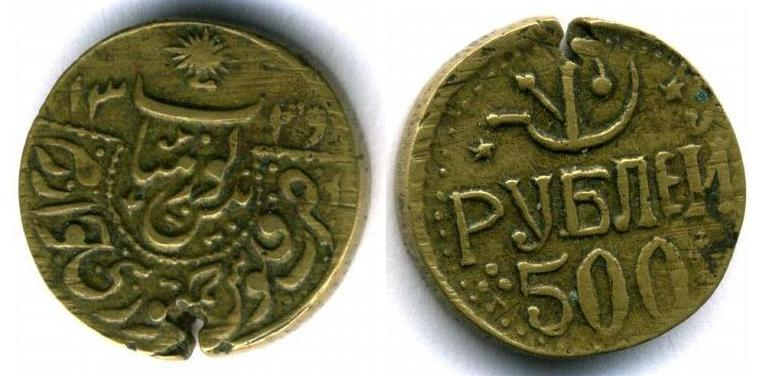
munt van 500-roebel uit 1920–21.

Op 27 oktober 1924 werd de Chorasmische Sovjetrepubliek verdeeld tussen de Oezbeekse Socialistische Sovjetrepubliek, de Turkmeense Socialistische Sovjetrepubliek en de Karakalpakse Autonome Oblast als onderdeel van de nationalistische verdelingen in de Sovjet-Unie in Centraal-Azië.

## Geografie
De Volksrepubliek Chorasmië grensde in het noorden en in het zuiden aan de Turkestaanse Autonome Socialistische Sovjetrepubliek, in het oosten aan de Volksrepubliek Boechara en in het oosten aan het Aralmeer en de Kirgizische Autonome Socialistische Sovjetrepubliek. De republiek had een oppervlakte van 62200 km². Ze had een bevolking van 60.000 inwoners, waarvan 62,5% Oezbeken, 28,6% Turkmenen, 3,0% Karakalpakken en 3,5% Kazachen.

## Politiek
De enige toegestane politieke partij was de Communistische Partij (bolsjewieken) van Chorasmië.

### Voorzitters van het Revolutionaire Comité
- 2 februari 1920 – maart 1920 Hoji Pahlavon Niyoz Joesoef

### Voorzitters van de Voorlopige Regering
- maart 1920 – 30 april 1920  Jumaniyoz Sulton Muradoghli ()

### Voorzitters van het presidium van de Raad van Volksvertegenwoordigers
- 30 April 1920 – 6 March 1921 Hoji Pahlavon Niyoz Joesoef
- 6 maart 1921 – 15 mei 1921  Qoch Qoroghli  (Voorzitters van het Voorlopige Revolutionaire Comité)
- 15 mei 1921 – 23 mei 1921 Khudoybergan Divanoghli

### Voorzitters van het presidium van het Centrale Uitvoerende Comité

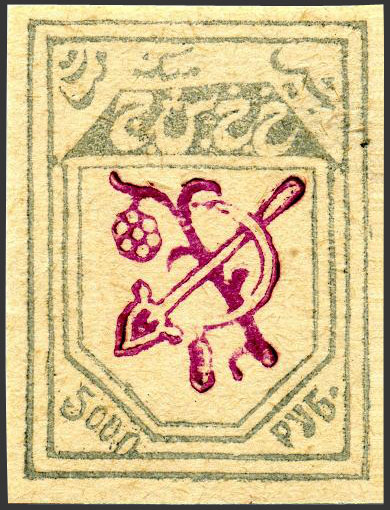
Postzegel van de Volksrepubliek Khorezm in 1922.

- 23 mei 1921 – juni 1921 Mulla Nozir
- juni 1921 – september 1921 Allabergan
- september 1921 – 27 november 1921 Ata Maqsoem Madrahimoghli
- 27 november 1921 – 23 juni 1922  Jangibai Murodoghli
- 23 juni 1922 – 20 oktober 1923 Abdulla Abdoerahmon Khojaoghli
- 20 oktober 1923–1924 K. Safaroghli
- 1924 Sultonkari Jumanijoz
- 1924 – 17 februari 1925 Temurkhoja Yaminoghli